# Айсиай-хаус
Айсиай-хаус (англ. ICI House) — 20-этажное офисное здание в городе Мельбурн, Австралия. Строительство началось в 1955 году и закончилось в 1958. Это первый небоскрёб интернационального стиля в стране. Он символизировал прогресс, современность, эффективность и корпоративную власть в послевоенном Мельбурне и возвестил строительство офисных высотных зданий, меняя форму крупных городских центров Австралии навсегда.
Конструкция здания была сделана по образцам корпоративного дизайна, который впервые был реализован в строительстве штаб-квартиры ООН в США. Детализацией руководил Дуглас Гардинер, который в то время был партнёром «Bates Smart».
25 сентября 2005 года здание было внесено в Австралийский национальный список наследия.
Здание принадлежит компании «Orica», которая производит различные виды взрывчатых веществ и других химических продуктов.